# Síndrome de Cushing
La síndrome de Cushing és un trastorn hormonal (endocrí) causat pels alts nivells de cortisol (hipercortisolisme) a la sang. Això pot ser causat per prendre fàrmacs glucocorticoides o per tumors que produeixen l'hormona cortisol o corticotropina (ACTH). La malaltia de Cushing es refereix a una causa específica, un tumor no cancerós (adenoma) de la hipòfisi, que produeix grans quantitats d'ACTH, fet que al seu torn eleva el cortisol. En general, es pot curar amb cirurgia.
La síndrome de Cushing no es limita als éssers humans i és també una condició relativament freqüent en gats, gossos i cavalls. Va ser descrita pel doctor estatunidenc Harvey Cushing el 1932.

## Classificació i etiologia
Hi ha diverses causes possibles de síndrome de Cushing. Les hormones que venen de fora del cos es diuen exògenes; hormones que venen de dins del cos es diuen endògenes.
El més comú és l'administració exògena de glucocorticoides prescrits pels metges per tractar altres malalties (l'anomenat síndrome de Cushing iatrogènic). Això pot ser un efecte del tractament amb esteroides d'una varietat de trastorns com l'asma i l'artritis reumatoide, o de la immunosupressió després d'un trasplantament d'òrgans. També és possible l'administració d'ACTH sintètica però és rar a causa del cost i la menor utilitat.
La síndrome de Cushing endògena és resultat d'algun trastorn del sistema del propi cos en la secreció de cortisol. Normalment, l'ACTH és alliberada per la hipòfisi quan sigui necessari per estimular l'alliberament de cortisol de les glàndules suprarenals.
- En el Cushing hipofisiari, un adenoma benigne de la hipòfisi secreta ACTH. Aquesta és també coneguda com a malaltia de Cushing i és responsable de 65% de la síndrome de Cushing endògena.

- En el Cushing adrenal, l'excés de cortisol es produeix en els tumors de la glàndula suprarenal: hiperplàsia glàndules suprarenals o glàndules adrenals amb hiperplàsia suprarenal nodular.[7]

- Finalment, els tumors fora de l'habitual sistema hipòfisi-suprarenal pot produir ACTH, que afecta les glàndules suprarenals. Aquesta etiologia final s'anomena Cushing ectòpic o síndrome de Cushing paraneoplàsic i s'observa en malalties com el càncer pulmonar de cèl·lules petites[8] o el tumor carcinoide.[9]

## Signes i símptomes

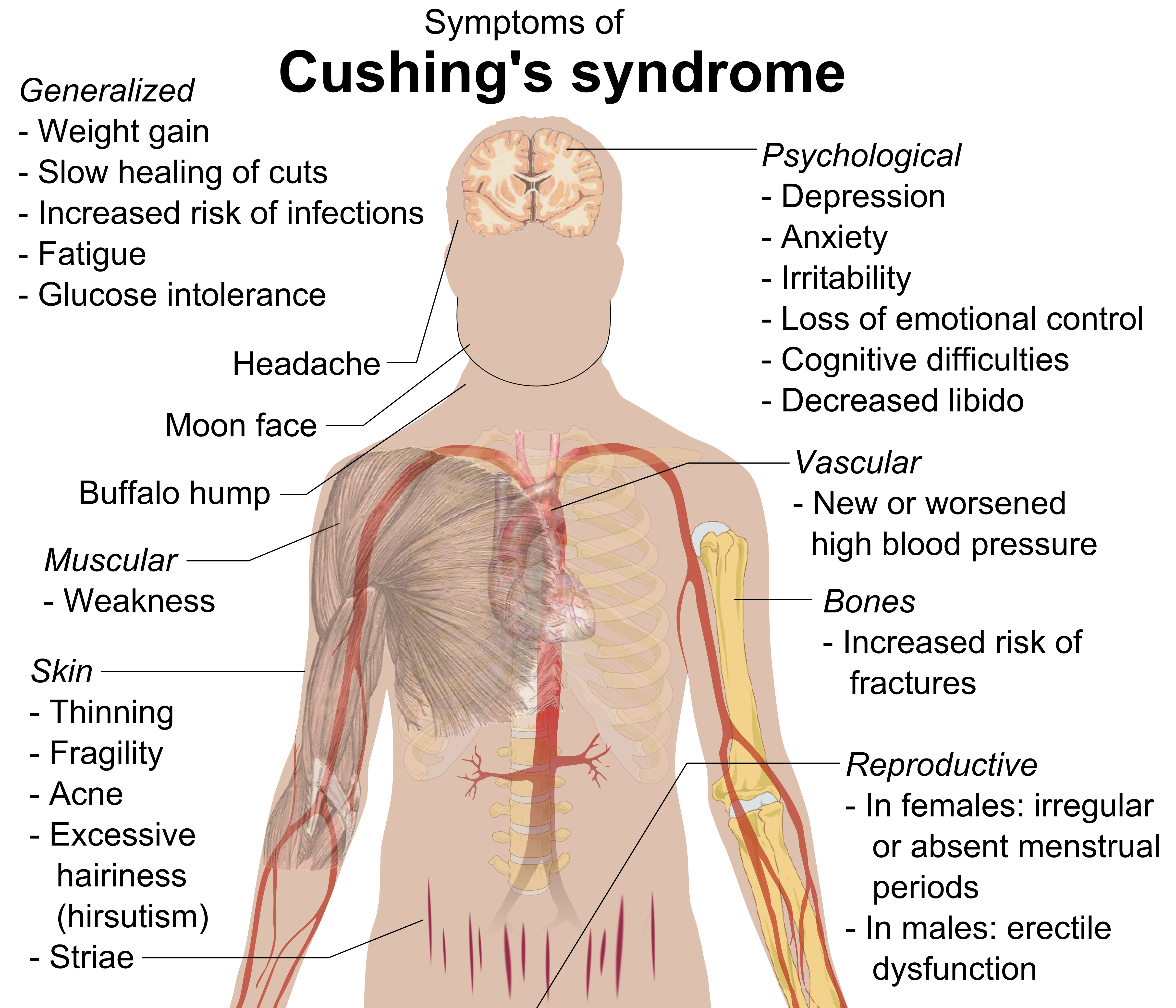

Els símptomes inclouen l'augment de pes ràpid, especialment del tronc i la cara amb preservació de les extremitats (obesitat central). Un senyal comú és el creixement de les coixinets de greix al llarg de la clavícula i en la part posterior del coll (gepa de búfal) (coneguda com a lipodistròfia) i una cara rodona i es diu en "lluna plena". Altres símptomes inclouen sudoració excessiva, telangièctasi (dilatació de capil·lars), l'aprimament de la pell (que causa amb facilitat morats i sequedat, especialment en les mans) i altres membranes mucoses, estries de color porpra o vermell (el guany de pes en la síndrome de Cushing en afectar la pell, que és prima i feble, provoca l'hemorràgia) al tronc, glutis, braços, cames o els pits, debilitat muscular proximal (maluc, espatlles), i l'hirsutisme (creixement del borrissol facial seguint el patró masculí). En casos rars, la síndrome de Cushing pot provocar hipercalcèmia, que pot conduir a la necrosi de la pell. L'excés de cortisol també pot afectar altres sistemes endocrí i causa, per exemple, insomni, reducció de la libido, impotència, amenorrea i infertilitat. Els pacients sovint pateixen diversos trastorns psicològics, que van des de l'eufòria a la psicosi. La depressió i l'ansietat també són comuns.
La síndrome de Cushing pot presentar canvis en la pell sorprenents i angoixants com hiperhidrosi, sequedat, fragilitat de la pell, acne facial, susceptibilitat a les infeccions superficials per dermatòfits i malassezia, més en les galtes, la part anterior del coll, i la V del pit, i el característic color porpra, de les estries atròfiques a l'abdomen.

## Diagnòstic

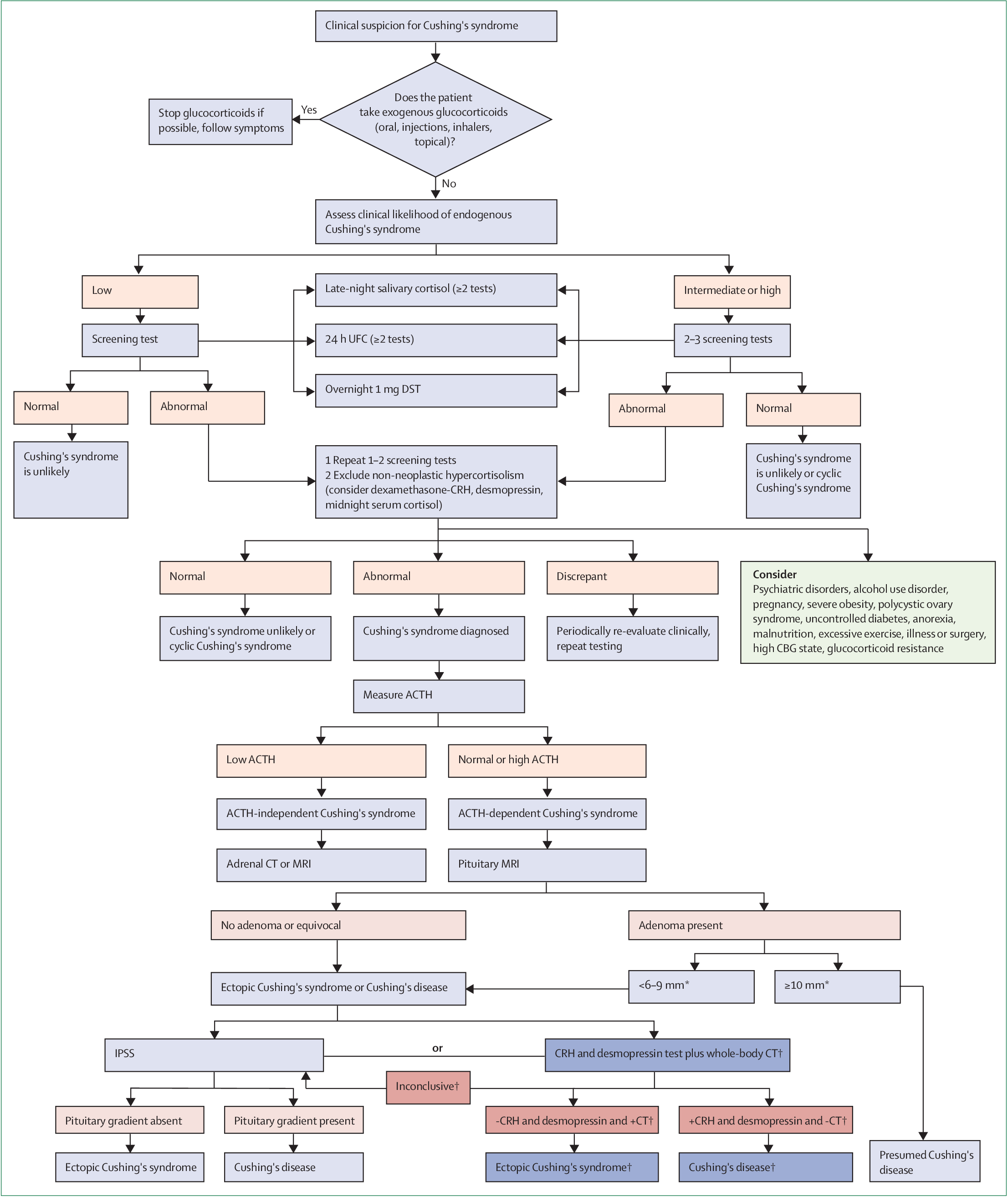

Quan es sospita la presència de la síndrome de Cushing, tant la mesura d'hores d'una prova de supressió de dexametasona (determinació de l'administració de dexametasona i la freqüent determinació dels nivells de cortisol i d'ACTH), com el cortisol en orina de 24 hores ofereixen unes taxes de detecció iguals.

## Tractament
La majoria dels casos es poden tractar i curar perquè són causats per medicaments esteroides (iatrogènic). En conseqüència, la majoria dels pacients són tractats eficaçment amb la disminució lenta (i, eventualment, suspensió) del medicament que causa els símptomes.
Si s'identifica un adenoma suprarenal extirpable cal una exèresi mitjançant la cirurgia. Un adenoma d'hipòfisi secretor d'ACTH ha d'extirpar-se després del diagnòstic. Independentment de la ubicació de l'adenoma, la majoria dels pacients requereixen substitució d'esteroides després de l'operació, almenys, mentre no es recuperin la supressió a llarg termini de la ACTH hipofisiària i el teixit suprarenal normal. És evident que si s'eliminen ambdues glàndules suprarenals, la substitució amb hidrocortisona o prednisolona serà imprescindible.
En aquells pacients no aptes per a sotmetre's a una cirurgia, s'han trobat diversos fàrmacs per inhibir la síntesi de cortisol (per exemple, ketoconazole, fluconazole, metirapona, mitotà), però tenen una eficàcia limitada.
L'exèresi de les glàndules suprarenals en l'absència d'un tumor conegut de vegades condueix a eliminar la producció d'excés de cortisol. De vegades, això elimina la retroalimentació negativa d'un adenoma hipofisiari prèviament ocult, que comença a créixer ràpidament i produeix nivells extrems d'ACTH, el que porta a la hiperpigmentació. Aquesta situació clínica es coneix com a síndrome de Nelson.